# Вранешевичи
Вранешевичи (серб. Вранешевићи / Vraneševići) — село в общине Братунац Республики Сербской Боснии и Герцеговины. Население составляет 97 человек по переписи 2013 года.

## География
Площадь обрабатываемых земель — 582 гектара.